# Нуньес Моледо, Рафаэль
Рафаэль Венсеслао Нуньес Моледо (исп. Rafael Wenceslao Núñez Moledo; 28 сентября 1825, Картахена (Колумбия) — 18 сентября 1894, там же) — колумбийский консервативный политик и государственный деятель, юрист, писатель, журналист. Автор слов гимна Колумбии.
Президент Суверенного штата Боливар в 1876—1877 и 1879—1880 гг.
Неоднократный президент Соединенных Штатов Колумбии и Республики Колумбия.

## Биография

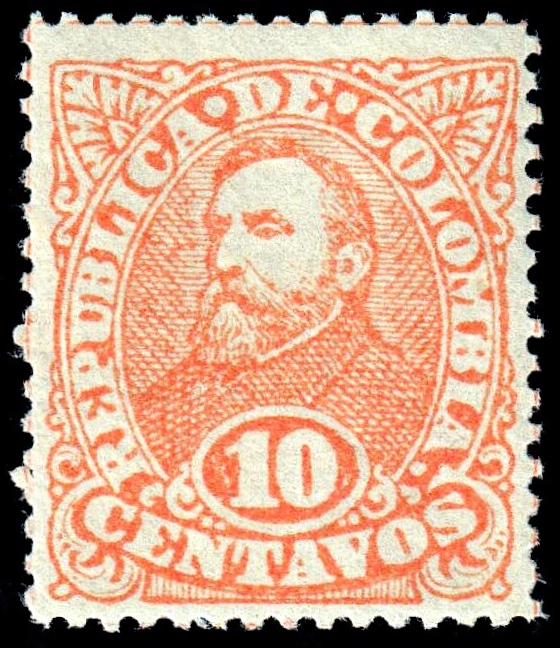
Марка Колумбии 1886 года с изображением президента Рафаэля Нуньеса

В 1848 году служил в качестве окружного судьи в провинции Чирики в Панаме. В том же году Нуньес основал в Картахене газету La Democracia. Занялся политической деятельностью и занял пост в правительстве Картахены.

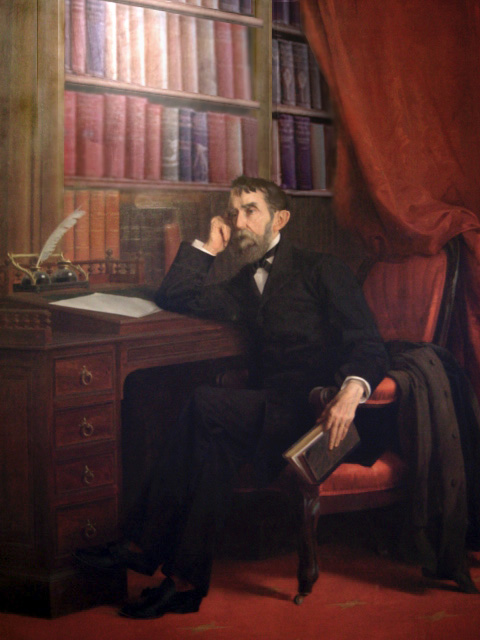
Эпифанио Гарай. Портрет Рафаэля Нуньеса (1891)

В 1853 году избран членом парламента — Конгресса Колумбии. В 1854 году стал губернатором департамента Боливар. Между 1855—1857, во время правления Мануэля Марии Мальярино, занимал пост министра финансов и военного министра.
В 1855 году опубликовал первый том своих политических эссе, под названием La Federación. Позже, в правительстве Москера занимал пост министра финансов.
Представлял Колумбию при заключении договора о Рионегро, побывал за границей. Жил в течение двух лет в Нью-Йорке. Служил дипломатом Колумбии в Гавре, позже был назначен колумбийским консулом в Ливерпуле.
В 1876 году вернулся на родину и оказался в центре политической борьбы. Был выдвинут кандидатом на пост президента (1876), но не победил на выборах.
В 1878 году президентом страны стал генерал Трухильо. Во время его правления Рафаэль Нуньес занимал пост министра экономики Колумбии. В 1880-м году он сам стал президентом страны и сразу же представил свой план «возрождения Колумбии». Его политическая программа предусматривала развитие производства экспортных культур и товаров. Табак, который ранее был главным экспортным товаром Колумбии, теперь не пользовался в Европе большой популярностью по причине своего низкого качества. На этом фоне увеличивается экспорт хины и индиго. Но выращивание этих культур требовало больших материальных затрат, поэтому постепенно главной экспортной продукцией Колумбии становится кофе. Этому способствовали не только подходящие климатические условия, но и сокращение производства кофе на Кубе. Также в это время в Колумбии начала развиваться промышленность, основан Национальный банк. При Рафаэле Нуньесе был внесен закон о праве федерального правительства на законодательном уровне вмешиваться во внутренние дела штатов.
Президентский срок Нуньеса закончился в 1882 г. В 1884 году, при поддержке консервативной партии, он был вновь переизбран на пост президента Колумбии.
С 1878—1888 годах он написал сотни важных статей, связанных с конституционной реформой.
В июне 1887 года занял президентское кресло, но уже в декабре того же года ушёл в отставку.
29 сентября 1892 года вновь был избран президентом Колумбии. До 18 сентября 1894 года правил страной, после чего по болезни покинул президентский пост.
К его заслугам относят то, что во время своего первого президентства, Нуньес восстановил мир и порядок в стране. Позволил католическим епископам, изгнанным из Колумбии, вернуться в страну. Создал Военную академию и Национальную академию музыки. При нем был открыт международный телеграф. Нуньес восстановил дипломатические отношения с Испанией, разорванные во время войны за независимость испанских колоний в Америке, подписал международные договоры о торговле и культурном обмене с Францией и Великобританией.
Во время своего второго срока правления, Нуньес боролся за фундаментальную перестройку политической структуры страны, которая закончилась с принятием и введением в действие новой Конституции Республики Колумбия, которая стала известна как Конституция 1886 года.

## В культуре
Рафаэль Нуньес упоминается в романе Габриэля Гарсиа Маркеса «Любовь во время холеры». 
Именем Нуньеса назван международный аэропорт в Картахене.